# Nadhour
Nadhour (arabe : الناظور), également orthographiée Nadour ou Ennadour, est une ville tunisienne située à 90 kilomètres au sud de Tunis.
Rattachée au gouvernorat de Zaghouan, elle constitue une municipalité comptant 7 567 habitants en 2014 ; elle est aussi le chef-lieu d'une délégation.
Elle forme un bourg au centre d'une plaine agricole fertile spécialisée dans la céréaliculture, les cultures maraîchères, l'élevage bovin et bénéficiant de l'irrigation grâce aux ressources hydrauliques de nombreux lacs de barrage alentour.
La croissance de ses activités industrielles est forte du fait de la délocalisation des activités industrielles de l'agglomération tunisoise sur l'axe sud. À vingt kilomètres d'Enfida, elle peut bénéficier de l'implantation du grand aéroport international ainsi que d'un futur port en eaux profondes.